# Нагорнокарабахски конфликт
Първата Нагорнокарабахска война (1988 – 1994) е военен конфликт между азербейджански и арменски въоръжени формирования, в който последните се стремят към освобождение на областта Арцах, населена с етнически арменци, но намираща се в състава на Азербайджан.

## Предистория
Нагорни Карабах (по-долу се споменава със съкратеното НК), населен предимно с арменци, в началото на ХХ век 2 пъти (1905 – 1907 и 1918 – 1920) става арена на кръвопролитни арменско-азербайджански конфликти (вижте История на Нагорни Карабах). В хода на тези борби в районът е разделен на две части, които влизат в състава на образуваните със съдействието на англо-турските интервенти, срещу Съветския съюз, за кратко просъществували независими арменска и азерска държави. Впоследствие (през 1920 г.) Червената армия превзема техните територии и тези държави са преобразувани в съветски републики. Нагорни Карабах е обединен (през 1921 г.) и по-късно (през 1923 г.) изцяло предаден под властта на Азербайджанската ССР, в която е включен като автономна област под името Нагорнокарабахска автономна област. Тъй като преобладаващото население е било от арменски произход, това разпределение на териториите, извършено не по етнически признак, а от стратегически и национално-политически съображения, предизвиква недоволство сред арменците. Чак до средата на 1980-те години ръководството на Арменската ССР предприема различни опити да издейства присъединяването на Нагорни Карабах към Армения, но те остават безуспешни и дори са държани в тайна от съветската власт.
Нови възможности за осъществяване на тези идеи предоставя политиката за демократизация на съветското общество, водена от Михаил Горбачов – генералния секретар на ЦК на КПСС и председател на Президиума на Върховния съвет на СССР. Още в началото на октомври 1987 г. на митинги, проведени в Ереван – столицата на Арменската ССР, (посветени на екологични проблеми), прозвучават призиви за приобщаване на Нагорни Карабах към Армения. Те са поети от масите и впоследствие се повтарят в многократни обръщения към съветското ръководство. В края на 1987 – началото на 1988 г. в региона се усилва недоволството на арменското население от икономическото и социалното му положение. Заедно с тези брожения започва подписка за присъединяване на НК към Армения. Тези настроения се подсилват от разпространени съобщения за пренебрежително отношение към арменското население в Азербайджан и многократни провокации от страна на азерите. Ръководствата на Азербайджанската ССР и Компартията на Азербайджан от своя страна опитват да потушат проблемите, комбинирайки командно-бюрократични и силови методи, с надеждата да нормализират обстановката.

## През съветския период (1987 – 1991)

### Нагнетяване на напрежението
- Август 1987 г. карабахски арменци изпращат в Москва петиция, подписана от десетки хиляди хора, с молба Нагорни Карабах да бъде присъединен към Арменската ССР.
- Септември-октомври 1987 г. Първият секретар на Шамхорския районен комитет на Компартията на Азербайджан М. Асадов влиза в конфликт с жители на арменското с. Чардахлу (Северен Карабах, в пределите на Нагорни Карабах) във връзка с протести на жителите на селото против смяната на директора на местния колхоз – арменец, с нов директор от азерски произход;[3]. В Ереван във връзка с това започват протестни демонстрации[4]. През ноември 1987 г. в защита на идеите за присъединяването на НК към Армения се изказва съветникът на Михаил Горбачов Абел Аганбегян[4].
- Зимата на 1987 – 1988 г. Азербайджански жители на Кафанския район на Арменската ССР едновременно влизат в Азербайджан. Според азербайджански данни това става под натиск, който им е оказан от арменски екстремисти с цел изгонване на азерите от района.[4].[5][6]. Други източници твърдят, че първите междунационални конфликти в Армения произтичат още в края на ноември 1988 г., като в дадения случай бягството е следствие на пуснати слухове сред населението с цел провокация. За жертви и пострадали данни няма.[7][8][9]
- Азербайджанските власти използват партийните събрания, за да осъдят „националистическите“ и „екстремистко-сепаратистки“ процеси. На 11 февруари в Степанакерт пристига многочислена група представители на ръководството на Азербайджан и Компартията на Азербайджан, начело на които е вторият секретар на ЦК КПАз Василий Коновалов. В групата влизат също завеждащият отдела на административните органи на ЦК КПАз (по-рано – първи секретар на Шамхорски райком на КПАз) М. Асадов, заместник-ръководители на републиканската КГБ, МВД, прокуратурата, Върховния съд и осигуряващите сигурността им служители от органите на реда.
- Нощта на 12 февруари. В Степанакерт протича разширено заседание на бюрото на областния комитет на партията с пристигналите от Баку ръководители. На срещата се взима решение за бъдат осъдени процесите, набиращи сила в региона, да се проведат срещи с партийно-стопанските колективи в град Степанакерт и във всички районни центрове на Нагорни Карабах, а след това на ниво автономна област, с цел да се противопостави на растящото народно недоволство цялата мощ на партийно-административния апарат.
- 12 февруари. В актовата зала на градския комитет на КПАз на Степанакерт се провежда партийно събрание с участието на представители на ЦК на партията от Баку, местни партийни функционери, директори на предприятия, ръководители на държавни учреждения, профкомитети членове на компартията. Събранието се води от Василий Коновалов, първия секретар на областния комитет на КПАз Борис Кеворков, първия секретар на бюрото на градския комитет на КПАз Завен Мовсесян. Мовсесян и Кеворков, изказвайки се в началото на събранието, заявяват, че зад събитията в Карабах стоят „екстремисти“ и „сепаратисти“, които няма шанс да поведат след себе си народа. Василий Коновалов, продължавайки тази мисъл, заявява, че организаторите са известни и ще бъдат изолирани от обществото, че сепаратизмът трябва да бъде осъден, а Карабах – да остане неделима част от Азербайджанската ССР.

Първоначално събранието върви по сценарий, подготвен предварително, включващ поредица изказвания за „нерушимото братство между арменския и азерския народ“, опитвайки се да принизят проблема с критика към обикновени стопански недостатъци. След известно време на трибуната се качва Максим Мирзоян, който подлага на рязка критика Борис Кеворков за безразличието и пренебрежението на националната специфика на Карабах, „азербайджанизацията“ и провеждането на демографска политика, способстваща за понижаване на числеността на арменското население в региона. Изказването му води до това, че събранието излиза от контрола на партийните функционери и членовете на президиума напускат залата. Известието за провала на събранието достига до Аскеран и районният партиен актив също поема не по начертания сценарий. Опитът да се изпрати местният партиен актив в Гадрутския район преминава в стихиен митинг. Плановете на азербайджанското ръководство да овладее ситуацията се оказват провалени. Партийните ръководители на Карабах не само не осъждат „екстремизма“, но и активно го поддържат.
- 13 февруари. В Степанакерт се провежда първият митинг, на който са издигнати искания за присъединяването на Нагорнокарабахската автономна област (НКАО) към Армения. Разрешение за провеждане на митинга е дадено от градския комитет, с определение на целта му като „искане за присъединение на НКАО към Армения“. М. Асадов безуспешно се опитва да попречи на провеждането на митинга. На него се приписват следните 2 заплашителни обръщения към местното ръководство на Нагорни Карабах: „Ние ще превърнем Нагорни Карабах в арменско гробище“ и „100 хил. азербайджанци са готови по всяко време да нахлуят в Нагорни Карабах и да започнат битка“.[8][10] В това време, както твърдят участници в събитията, изпълнителната власт на автономната област се опитва да наложи контрол над взривоопасната ситуация. Ръководството създава към себе си „Съвет на директорите“, в който влизат ръководителите на главните крупни предприятия в района и отделни активисти. Съветът приема решение да проведе сесии на градските и районните съвети, след което да проведе сесия на областния съвет на народните депутати.[11]
- 14 февруари. Азербайджанското партийно ръководство опитва да отправи обръщение към населението на НКАО чрез статия в областния вестник „Советский Карабах“, в която протичащите събития се определят като „екстремистки и сепаратистки“, инспирирани от арменски националисти. В резултат на намесата на Съвета на директорите обръщението така и не е публикувано.[11]
- 20 февруари. Провежда се извъредна сесия на Съвета на народните депутати на НКАО, която се обръща към върховните съвети на Арменската ССР, Азербайджанската ССР и СССР с молба да обмислят и да решат в положителен смисъл въпроса с предаването на Нагорни Карабах от Азербайджан към Арменската ССР.
- 21 февруари. Политбюро на ЦК на КПСС приема постановление, съгласно което искането за включването на Нагорни Карабах в състава на Арменската ССР се представя като отправено под натиска на екстремисти и националисти и противоречи на интересите, както на Азербайджанската ССР, така и на Арменската ССР. Постановлението се ограничава с общи призиви към нормализация на обстановката, изработване и осъществяване на мерки по дългосрочна програма за социално-икономическо и културно развитие на автономната област. Заявява, че централните органи на властта, въпреки изострената обстановка, ще ръководят изпълненията на решенията в това постановление и че „прекрояване на границите няма да има“.

### Първи стълкновения
- 22 февруари. В арменския населен пункт Аскеран произтича стълкновение с използване на огнестрелно оръжие между групи азербайджанци от гр. Агдам, запътили се към Степанакерт „за въвеждане на порядък“, и местното население. Загиват 2-ма азери, като единият от тях е убит от милиционер – негов сънародник. Избегнати са по-големи кръвопролития.[12] По същото време в Ереван протича демонстрация. Броят на демонстрантите в края на деня достига 45 – 50 хил. души. В ефира на централното съветско новинарско телевизионно предаване „Время“ е излъчена новина за действията на областния съвет на НКАО, в която се казва, че решенията на съвета са инспирирани от екстремисти и националистически настроени лица. Това усилва негодуванието на арменската общност.
- 26 февруари. В Ереван се провежда митинг, в който участват почти 1 млн. души. В същия ден започват първите митинги в гр. Сумгаит.
- 27 февруари. По телевизията прави обръщение намиращият се по онова време в Баку заместник главен прокурор на СССР А. Ф. Катусев, който съобщава за гибелта на 2-мата азери в сблъсъка до Аскеран от 22 февруари.
- 27 – 29 февруари. Избухва погромът в гр. Сумгаит – първият масов взрив на етническо насилие в новата съветска история.[13] По официални данни на Главната прокуратура на СССР в тези събития загиват 26 арменци и 6 азери[14]. Арменски източници говорят за по-малък брой жертви.[15] Стотици граждани са ранени, мнозина стават жертви на насилие и издевателства, хиляди стават бежанци.

Своевременно разследване на причините и обстоятелствата за погрома, установяване на виновниците и наказване на преките участници в насилието, както и преследване на провокаторите не се случва. Това бързо води до ескалация на конфликта.
- Пролет – есен на 1988 г. Постановление на Президиума на Върховния съвет на СССР, Съвета на министрите на СССР и ЦК на КПСС, прието през март същата година по повод междунационалния конфликт в Нагорнокарабахската автономна област. То не води до стабилизация на положението. Най-радикално настроените представители на страните в конфликта отхвърлят всякакви компромисни предложения. Мнозинството членове на областния съвет на депутатите и областния комитет на партията продължават да искат предаването на НКАО от Азербайджан на Армения, за което са оформени решения в съответствие с решенията на сесията на областния съвет и пленума на областния комитет на партията, които са огласени от Хенрих Погосян.

В НКАО (особено в Степанакерт) е разгърната масова идеологическа обработка на населението: ежедневни многолюдни шествия, митинги, събрания в трудови колективи, организации, училища. Създадена е неформалната организация Комитет „Крунк“, който е оглавен от директора на Степанакерския комбинат за строителни материали Аркадий Манучаров. Неговите обявени цели са изучаване на историята на Нагорни Карабах, неговата връзка с Армения, възстановяване на паметници и старини. На дело обаче функциите на комитета са организирането на масови протести. С Указ на Върховния съвет на АзССР комитетът е разпуснат, но той продължава да функционира неофициално.
В Армения се разраства движение за подкрепа на арменското население в НКАО. В Ереван е създаден комитет „Карабах“, лидерите на който призовават към усилен натиска на държавните органи с цел предаването на НКАО на Армения. Едновременно в Азербайджан продължават призивите към „решително въвеждане на порядък“ в НКАО. Общественото напрежение и националната вражда между азери и арменци ескалира с всеки изминал ден. През лятото и есента зачестяват случаите на насилие в НКАО, нараства потокът бежанци и в двете посоки.
- В НКАО са изпратени представители на централната власт и държавните органи на СССР. Някои от проблемите, натрупвани през годините, стават достояние на обществото. ЦК КПСС и Съветът на министрите на СССР за кратък срок приемат с постановление „Програма от мерки по ускоряването на социално-икономическото развитие на Нагорнокарабахската автономна област на Азербайджанската ССР в периода 1988 – 1995 г.“
- Май. По инициатива на Шушинския райком на КПАз започва депортация на арменското население от гр. Шуши.
- 14 юни. Върховният съвет на Армения дава съгласие за включването на Нагорнокарабахската автономна област в състава на Арменската ССР.
- 17 юни. Върховният съвет на Азербайджан приема решение, че Нагорни Карабах трябва да остане в състава на републиката: „В отговор на обръщението на Върховния съвет на Армения Върховният съвет на Азербайджанската ССР, изхождайки от интересите за съхраняването на сложното национално-териториално устройство на страната, установено от Конституцията на СССР, ръководейки се от принципите на интернационализма, интересите на азербайджанския и арменския народи, други нации и народности в републиката, счита предаването на НКАО от Азербайджанската ССР в състава на Арменската ССР за невъзможо“[16].
- Юли 1988 г. В Армения се провеждат многодневни срещи с колективи на предприятия, организации, учебни заведения, масови митинги. В резултат от стълкновения между митингуващи и военнослужещи от Съветската армия на ереванското международно летище „Звартноц“ загива митингуващ. Католикос Вазген I прави обръщение по републиканската телевизия с призив за мъдрост, спокойствие, чувство на отговорност на арменския народ, за прекратяване на бунтовете, който също не дава съществено отражение върху събитията. В Степанакерт вече няколко месеца не работят предприятията и организациите, всеки ден се провеждат шествия по улиците на града и масови митинги, обстановката са нажежава още повече. Както съобщава кореспондентът на „Известия“, от Армения постъпва мощна подкрепа за разбунтувалите се арменци. Самолетните полети от Ереван до Степананкерт са по 6 – 8 на ден[17].
- По съобщение на ТАСС „сложната, напрегната обстановка в Арменската ССР продължава да предизвиква масови преселвания на азери от Армения в Азербайджан".

Както се съобщава от специалната комисия, създадена при Съвета на министрите на Азербайджанската ССР, азербайджанците, пристигащи от Армения, временно са настанени в 43 района на републиката. Най-голям е потокът от бежанци, пристигащи в Нахичеванската АССР, в Шамхорски, Кубински, Казахски и Ждановски райони“. По изчисления в средата на юли в Азербайджан от Армения са пристигнали около 20 хил. души (повече от 4 хил. семейства). В същото време ЦК на КПАз се опитва да нормализира обстановката в местата с пристигащи азербайджанци от Армения.
И в Арменската ССР продължават да пристигат бежанци от съседен Азербайджан. По данни на местните власти на 13 юли в Армения са пристигнали 7265 души (1598 семейства) от Баку, Сумгаит, Мингечаур, Казах, Шамкор и др. населени места..
- 18 юли. В Кремъл се състои заседание на Президиума на Върховния съвет на СССР, на което са разгледани решенията на върховните съвети на Арменската и Азербайджанската ССР за Нагорни Карабах и е прието постановление по въпроса. В него е отразено, че е разгледана молбата на Върховния съвет на Арменската ССР от 15 юни 1988 г. за преминаване на Нагорнокарабахската автономна област в състава на Арменската ССР (във връзка с решението на Съвета на народните депутати на НКАО) и решението на Върховния съвет на Азербайджанската ССР от 17 юни 1988 г. за неприемливостта на предложението за предаване на НКАО в състава на Арменската ССР. Президиумът на Върховния съвет счита за невъзможно изменението на границите от установеното на конституционална основа национално-териториално деление на Азербайджанската ССР и Арменската ССР.
- Септември. Няколко арменци са убити близо до с. Ходжали в Нагорни Карабах. Завършена е депортацията на арменското население от гр. Шуши. На 20 септември в НКАО и Агдамски район на АзССР е въведено военно положение и е назначен комендантски час. В Армения властта взима решение да се разпусне комитетът „Карабах“. Въпреки опитите на партийните и държавни органи да овладеят ситуацията, ефект няма. В Ереван и няколко други града на Армения са разпространени призиви за организирането на митинги и стачки. На 22 септември е спряна работата в редица предприятия, градският транспорт е парализиран в градовете Ереван, Ленинакан, Абовян, Чаренцаван, а също така и в Ечмиадзински район. В Ереван към въвеждане на порядък по улиците освен милицията е повикана на помощ и армията.[19]
- Ноември – декември 1988. В Азербайджан и Армения произтичат масови погроми, съпроводени с насилие и убийства сред мирното население. По различни данни на територията на Армения в погромите загиват между 20 и 30 азербайджанци[20][21][22].

По данни на арменската страна в Армения в резултат на правонарушения на национална почва за 3 г. (1988 – 1990) загиват 26 азербайджанци, в това число от 27 ноември до 3 декември 1988 г. – 23, през 1989 г. – 1 човек, през 1990 – 2 души. В същото време в стълкновения с азери на територията на Армения загиват 17 арменци.
В Азербайджан най-тежки погроми върху арменското малцинство стават в градовете Баку, Кировабад, Шемах, Шамхор, Мингечаур и в Нахичеванската АССР. В редица градове в Азербайджан и Армения е въведено военно положение. В същото време паниката, обхванала малцинствата от двете страни, се превръща в масов поток от бежанци.
- Зимата на 1988 г. Провежда се депортация на населението от арменски произход, живеещо в селата в арменските райони на АзССР, в това число от северните райони, които не са част от НКАО – Ханларски, Дашкесански, Шамхорски и Кедабекски райони на АзССР. Така арменското население на територията на Азербайджан се оказва концентрирано в Нагорни Карабах.

### 1989
- 12 януари 1989 г. С решение на съветското правителство в НКАО е въведено за първи път в СССР пряко управление с образуването на Комитет за особено управление на Нагорнокарабахската автономна област, имащ за цел да предотврати по-нататъшното изостряне на обстановката и да подпомогне стабилизирането на района. Негов председател е Аркадий Волски, завеждащ отдел в ЦК на КПСС. Дадени са пълномощия на областните партийни и държавни органи за ограничаване на местното самоуправление.
- В Армения и Нагорни Карабах е въведено извънредно положение. По решение на съветското ръководство са арестувани членове на така наречения комитет „Карабах“ (включително бъдещият президент на Армения Левон Тер-Петросян).
- Юли. В Азербайджан е образувана опозиционна партия – Народен фронт на Азербайджан.
- 26 юли г. Във връзка с проведени от азерските власти репресии към арменското население в Шаумяновски район на републиката Съветът на народните депутати взима решение да приобщи района към Нагорни Карабах.
- 16 август г. В НКАО се състои конгрес с представители на населението. Приема се обръщение към народа на АзССР, в който се изказва загриженост и тревога от засилващото се отчуждаване между азери и арменци, прерастващо в национална вражда, и се съдържа призив за взаимно признаване и спазване на техните права. Обръщението съдържа и текст към коменданта на „особения район“, офицерите и войниците от Съветската армия и подразделенията на милицията с предложение за активно сътрудничество за преодоляване на ситуацията. Конгресът избира Национален съвет (председателстван от В. Григорян), който има за цел да осъществи практически решенията на конгреса от 20 февруари 1988 г. Изготвено е обръщение към Съвета за сигурност на ООН с молба за съдействие и осигуряване на защита на населението в арменския край. Обръщението остава без отговор.
- Ръководството на Азербайджанската ССР решава да приложи крайни мерки към Нагорни Карабах, предприемайки икономическа блокада на областта, прекратявайки доставките на стоки от първа необходимост (продоволствия, горива, строителни материали). Ограничава преминаването на товари, превозвани с железопътен и автомобилен транспорт през своя територия. НКАО остава практически изолирана от външния свят. Много предприятия са затворени, бездейства транспортът, селскостопанската продукция не се извозва. Населението се оказва на границата на глада.
- 28 ноември. ВС на СССР приема постановление за дейността на „Комитета за особено управление“, съгласно който в частност Азербайджан е длъжен да „създаде на паритетни начала с НКАО републикански организационен комитет и да възстанови Съвета на народните депутати на НКАО“. В създадения организационен комитет не влиза нито 1 представител на НКАО, дейността на Съвета на народните депутати не е възобновена, не са изпълнени исканията, заложени в Указа по осигуряване на статута на реална автономия на Нагорни Карабах, съблюдаване на законността, охрана на живота и безопасност на гражданите и недопускане на изменение в националния състав на НКАО[23]. По-късно именно този орган, при съдействие на милицията и войската, разработва и осъществява операциите по депортацията на арменското население на Нагорни Карабах, както и от близките райони. Сесия на Съвета на народните депутати на НКАО самостоятелно провъзгласява възобновяване на своите дейности и не признава Републиканския организационен комитет, което води до създаването в НКАО на 2 центъра на властта, всеки от които признава исканията само на 1-вата от враждуващите групи.
- 1 декември. Върховният съвет на Арменската ССР и Националният съвет на НКАО, „основовайки се на общочовешките принципи за самоопределяне на националността и отзовавайки се на законното стремление на насилствено разделените части на арменския народ“, на съвместно заседание приемат постановление за обединение на Армения и Нагорни Карабах. Това решение предизвиква ответни силови действия от страна на АзССР.

### 1990
- Януари 1990 г. Взаимни артилерийски обстрели на арменско-азербайджанската граница.[23]
- 13 – 20 януари. Погроми срещу арменци в Баку, където в началото на годината остават да живеят около 35 хил. арменци. Централните органи на властта в СССР силно се забавят в приемане на решения с цел спиране на насилието. Няколко седмици след началото на погромите в Баку влизат военни части, за да предотвратят превземането на властта от антикомунистическия „Народен фронт на Азербайджан“. Тази акция води до множество жертви и пострадали сред населението на Баку, което се опитва да попречи на влизането на войските (по-късно тези дни са наречени „Черният януари“).
- 15 януари. Президиумът на Върховния съвет на СССР въвежда извънредно положение в НКАО, в Гористки район на Арменската ССР, а също така в пограничните райони на Азербайджанската ССР. Образувана е „Военна комендатура“ в районите с извънредно положение, отговаряща за осъществяването на този режим. Под подчинение на Военната комендатура са войските и части на МВР на СССР в районите.
- В ситуация, когато държавните силови структури демонстрират безпомощност и неспособност да се справят с усилващите се прояви на насилие, все по-голяма роля в разгарянето на конфликта имат паравоенни формирования, подкрепяни от местното население, което вижда в тях защитници и отмъстители за нанесените обиди.

В течение на 1990 и първата половина на 1991 г. в резултат на постепенно разрастване на спиралата на насилие и растящата активност на паравоенните има все повече жертви сред мирното население, военните, милиционерите и самите паравоенни. В места с компактно арменско население на територията на Азербайджан (НКАО и прилежащите към нея райони) проникват въоръжени групи от територията на Армения. Отчетени са многобройни случаи на нападения над мирни граждани, кражби на добитък, залавяне на заложници, нападения над войскови наряди с използване на огнестрелно оръжие. За противодействие на арменските паравоенни формирования през есента на 1990 г. в НКАО и прилежащите ѝ райони са въведени подразделения на специалните части ОМОН от Министерството на вътрешните работи (МВР) на Азербайджанската ССР..
- На 25 юли е издаден Указ на президента на СССР „За забраняване на създаването на незаконни формирования, противоречащи на законодателството на СССР, и изземване на оръжия в случай на незаконно притежаване“. Широкомащабна операция по изпълнение на Указа в НКАО и пограничните райони в Азербайджан е проведена чак в края на април – началото на юни 1991 г. от части на МВР на Азербайджан, вътрешни войски на МВР на СССР и Съветската армия.

### 1991
- На 24 април. Арменски въоръжени формирования обстрелват с ракети тип „Алазан“ азербайджанския град Шуши – районен център на Шушинския район на НКАО. В Шуши са разрушени няколко дома, ранени са 3 граждани.[24].
- 30 април. Начало на така наречената операция „Колцо“, осъществена от войсковите части на Съветската армия с поддръжка на части на МВР на АзССР. Официално операцията е проведена с цел „разоръжаване на арменските „незаконни паравоенни формирования“ и паспортна проверка в Нагорни Карабах“. Операцията води до стълкновения и жертви сред населението. Прекратена е след Августовския пуч от 1991 г. в Москва, насочен срещу президента на СССР Михаил Горбачов. В резултат на операция „Колцо“ са депортирани жителите на 24 арменски села в Нагорни Карабах.
- 1 май. Сенатът на САЩ единодушно приема резолюция, осъждаща престъпленията, извършени от властите на СССР и Азербайджан, насочени срещу населението на Нагорни Карабах.[25]
- 28 август. Азербайджан провъзгласява независимост от СССР. В декларация „За възстановяване на държавната независимост на Азербайджанската република“ се казва: „Азербайджанската република се явява приемник на съществувалата от 28 май 1918 г. до 28 април 1920 г. Азербайджанска република“.[26]
- 2 септември. На съвместна сесия на Нагорнокарабахската областна управа и Шаумяновския районен съвет на народните депутати се провъзгласява образуването на Нагорнокарабахска република (НКР) в границите на Нагорнокарабахската автономна област (НКАО) и населеният с арменци прилежащ Шаумяновски район на Азербайджанската ССР. По мнение на депутати при взимането на това решение са се ръководили от законите на СССР от 3 април същата година: „За въвеждане на ред и решаване на въпроси, свързани с излизането на съюзни републики от състава на СССР“.[27]
- Есента на 1991 г. Агдамското отделение на Народния фронт на Азербайджан създава Агдамски батальон от опълчение под командването на Багиров.
- 25 септември. Започва обстрел на гр. Степанакерт с установки „Алазан“. Ескалацията на военните действия се разгаря на територията на цялата НКР[28].
- 23 ноември. Азербайджан анулира автономния статут на Нагорни Карабах.[28].
- 27 ноември. Държавният съвет на СССР приема постановление за антиконституционния характер на Указа на Азербайджанската република от 23 ноември за анулиране статута на автономия на Нагорни Карабах.
- Декември. Създадена е Национална армия на Азербайджан.
- 10 декември. В самопровъзгласилата се Нагорнокарабахска република се провежда референдум за независимост.

## Ход на войната

### 1992
- 1 януари 1992 г. Агдамският батальон под командването на Якуб Рзаев, съпроводен от 6 танка и 4 БТР-а, атакуват арменското с. Храморт. . Впоследствие в това направление са изпратени азербайджански части за самоотбрана.
- 6 януари. Провъзгласена е декларация за независимост на Нагорнокарабахската република (НКР).
- 13 януари. При обстрел на гр. Шаумяновск азери използват реактивна установка за залпов огън „Град“
- 21 – 22 януари. Арменски въоръжени формирования унищожават базата на азербайджанските части от ОМОН, разположена в гр. Степанакерт. .
- 31 януари. Разгърнато е масирано настъпление на азерските паравоенни части на територията на НКР с използване на тежко въоръжение.[29]
- 14 февруари. Похитени са 7 вертолета и с тях е създадена азербайджанска вертолетна ескадрила.
- 25 – 26 февруари. Арменски въоръжени формирования завземат гр. Ходжали. Тази акция е съпроводена с множество жертви сред мирното население на града.[30] По данни на азербайджанските власти арменците зверски убиват 613 души, сред които много жени и деца.
- 10 април. Азербайджанският батальон „Гуртулуш“ под командването на Шахин Тагиев завзема с. Мараг, намиращо се в Мартакертски район  Архив на оригинала от 2007-09-28 в Wayback Machine.. След завземането на селото азерите започват издевателства над населението – събития, които са наречени Клане в Мараг. Започва насилие между арменци и азерски турци. Броят на загиналите е няколко хиляди, повечето от които – турци.
- 9 май. Щурм на гр. Шуша.
- 18 май. Арменски паравоенни части завземат гр. Лачин, откривайки коридор за съобщения между Карабах и Армения.
- 12 юни. Лятно настъпление на азерските войски. Установен е контрол над Шаумяновски район и част от Мартакертски и Аскерански райони. Азербайджанските сили плътно се приближават до районния център Аскеран.
- Септември – октомври. Безуспешен опит на азербайджанската армия, начело със Сурет Хюсейнов  Архив на оригинала от 2009-09-03 в Wayback Machine., да прережат Лачинския коридор.
- 17 ноември. Разгърнато е настъпление на армията на НКР по линията Кичан – Вагуас, която води до решителен прелом във войната в полза на Нагорнокарабахската република[29].

### 1993 г.
- Март 1993 г. Начало на арменската офанзива в Келбаджар.
- 5 април. Арменските военни формирования след ожесточени бойни действия влизат в Омарския превал. Азербайджанските войски, понасяйки тежки загуби, прехвърлят Муравдагския горен хребет, изоставяйки територията на Келбаджарски район. Арменците заемат кръстопътя, свързващ Келбаджар с Гянджа.
- 27 юни. Арменски формирования завземат гр. Мардакерт.
- 23 юли. Арменски формирования след 40-дневни боеве завземат гр. Агдам.
- 22 август. Арменски батальон под командването на Мирзи Абаев завзема гр. Физули.
- 23 – 25 август. Арменски части влизат в районния център Джебраил и взимат под свой контрол територията на едноименния район.
- 31 август. Арменски части завземат гр. Кубатли.
- 23 – 24 октомври. Арменските войски преминават в контранастъпление в южното направление на фронта. Взет е стратегически важният пункт Горадиз. Превземайки го, арменските части изолират от Азербайджан Зангелански район и части от Джебраилски и Кубатлински райони.
- 28 октомври. Арменски формирования с поддръжката на танков батальон (25 танка) завземат железопътната гара Миндживан.
- 1 ноември. Арменски части взимат под свой контрол районния център Зангелан. Зангеланският полк на азерската армия се изтегля през Аракс в Иран.

### 1994
- 6 януари 1994 г. Азербайджан превзема железопътната гара Горадиз.
- 20 януари. 2 от 3-те задействани в Калбаджарско направление бригади на азерската армия, пробивайки фронтовата линия, превземат 14 населени пункта и шосето от Мардакент за Келбаджар.
- 12 – 18 февруари. Битка за Омарски превал.
- 15 февруари. Азербайджанците си връщат контрола над Горадиз и част от Физулински район (без гр. Физули)[31].
- 10 април. Арменските военни формирования започват Тертерската операция. На основния участък от настъплението са убити 1500 военнослужещи, унищожени са 30 единици бронирана техника (вкл. 17 танка) от състава на Степанакертския мобилен полк и други части на „Армията за отбрана на НКР“. Азербайджанските войски, под командването на генерал Елбрус Оруджаев, заемат укрепения район на гр. Тертер и оказват яростна съпротива.
- 16 април – 6 май. Арменското командване, в резултат на неуспешните атаки на позициите около гр. Тертер, въвежда във военните действия 5-а мотострелкова бригада и отделно мотострелковия батальон „Тигран Мец“, принуждавайки азербайджанските подразделения към отстъпление. Под контрола на арменските формирования преминават участъци от територия с няколко населени пункта на север от гр. Агдам и на запад от Тертер. Загубите на двете страни, в крайната фаза на бойните действия, са съществени. Само за седмица (14 – 21 април) загубите на азербайджанската армия в района на Тертерското направление са 2000 военнослужещи (600 от които убити). Арменските войски залавят 28 единици бронирана техника (8 танка, 5 БМП, 15 БТР).
- 5 май. Армения, Нагорни Карабах и Азербайджан подписват в гр. Бишкек „Бишкекски протокол за примирие“.

Елмар Хюсейнов: „Ние загубихме войната за това, защото воювахме не за своя земя. Нашите бежанци не желаят да се връщат за това, защото това не е тяхна земя…“.''

## Резултат от военното противопоставяне
В крайна сметка в конфликта победител става арменската страна. Въпреки численото преимущество на азерската армия в бойна техника и жива сила азерите губят войната.

### Загуби

#### Армения
Загубите на арменската страна наброяват 5856 убити, от тях 3291 са граждани на непризнатата Нагорнокарабахска република, а останалите са граждани на Република Армения и малка част са доброволци от арменската диаспора.
По неофициални данни загиват 1264 мирни жители, изчезнали са безследно 596 души (вкл. 179 жени и деца) през периода 1988 – 1994 г.

#### Азербайджан
Загубите на азербайджанската страна са около 25 хиляди убити, в това число военнослужещи от Националната армия на Азербайджан, войски на МВР, бойци от ОМОН, както и наемници.